# HD 46273
HD 46273，又名CD-50 2241，SAO 234539、HR 2384，是一颗恒星，视星等为5.27，位于銀經258.81，銀緯-23.84，其B1900.0坐标为赤經6h 27m 21.5s，赤緯-50° -23.84′ 6″。